# نینو (بازیکن فوتبال، زاده ۱۹۹۷)
نینو (انگلیسی: Nino؛ زادهٔ ۱۰ آوریل ۱۹۹۷) بازیکن فوتبال اهل برزیل است.
از باشگاه‌هایی که در آن بازی کرده‌است می‌توان به باشگاه فوتبال فلومیننزه اشاره کرد.
وی همچنین در تیم ملی فوتبال زیر ۲۳ سال برزیل بازی کرده‌است.